# Oblast Neder-Wolga
De oblast Neder-Wolga (Russisch: Нижне-Волжская область, Nizjne-Volzjkaja oblast) was een oblast van de Russische Socialistische Federatieve Sovjetrepubliek.  De oblast bestond van 21 mei tot 11 juni 1928. De oblast ontstond uit het gouvernement  Tsaritsyn, het gouvernement Astrachan, gouvernement Samara en gouvernement  Saratov. Het gebied werd onderdeel van de kraj Neder-Wolga. De hoofdstad was Saratov.